# 约内尔·彼得罗夫
约内尔·彼得罗夫（羅馬尼亞語：Ionel Petrov，1934年10月7日—），罗马尼亚男子赛艇运动员。他曾代表罗马尼亚参加世界赛艇锦标赛，获得一枚银牌。他也曾参加1960年和1964年夏季奥林匹克运动会。